# 大三東駅
大三東駅（おおみさきえき）は、長崎県島原市有明町大三東丙にある島原鉄道島原鉄道線の駅である。
下りホームは有明海に面しており、JR東日本鶴見線海芝浦支線海芝浦駅や同信越本線青海川駅と並び、『日本一海に近い駅』として紹介されることも多い。

## 歴史
- 1913年（大正2年）5月10日：開設。
- 1964年（昭和39年）9月1日：業務委託駅化。
- 1968年（昭和43年）3月31日：貨物取扱廃止。
- 1980年（昭和55年）2月1日：無人駅化。
- 1983年（昭和58年）9月：駅舎新築[2]。

## 駅構造

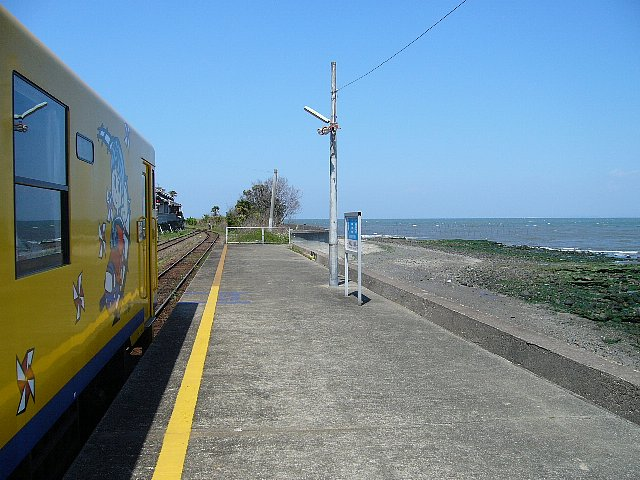
下りホームと有明海（2006年3月）

相対式ホーム2面2線を有する地上駅である。両ホームは構内踏切で結ばれている。無人駅で、駅舎は簡易なもの。下り線ホーム上には三方を囲まれた屋根付椅子がある。

### のりば
| のりば         | 路線        | 方向 | 行先                 | 備考 |
| -------------- | ----------- | ---- | -------------------- | ---- |
| 駅舎側（西側） | ■島原鉄道線 | 上り | 本諫早・諫早方面     |      |
| 反対側（東側） | ■島原鉄道線 | 下り | 島原船津・島原港方面 |      |

## 利用状況
2018年度の年間乗車人員は10,999人、降車人員は12,891人であった。
近年の年間乗車人員、降車人員の推移は以下の通り。
| 年度               | 年間 乗車人員 | 年間 降車人員 |
| ------------------ | ------------- | ------------- |
| 2000年（平成12年） | 26,787        | 33,654        |
| 2001年（平成13年） | 30,466        | 36,971        |
| 2002年（平成14年） | 27,437        | 33,059        |
| 2003年（平成15年） | 25,009        | 30,444        |
| 2004年（平成16年） | 22,166        | 28,432        |
| 2005年（平成17年） | 19,693        | 24,349        |
| 2006年（平成18年） | 18,234        | 23,797        |
| 2007年（平成19年） | 18,373        | 21,382        |
| 2008年（平成20年） | 15,194        | 18,792        |
| 2009年（平成21年） | 12,163        | 15,911        |
| 2010年（平成22年） | 11,831        | 16,902        |
| 2011年（平成23年） | 14,166        | 19,599        |
| 2012年（平成24年） | 16,083        | 20,292        |
| 2013年（平成25年） | 14,303        | 18,111        |
| 2014年（平成26年） | 12,430        | 17,110        |
| 2015年（平成27年） | 16,253        | 18,567        |
| 2016年（平成28年） | 11,911        | 15,698        |
| 2017年（平成29年） | 11,928        | 14,661        |
| 2018年（平成30年） | 10,999        | 12,891        |

## 駅周辺
駅からは有明海を望むことが可能。ここの護岸には江崎海岸と書かれている。
- 島原市立大三東小学校
- 東空閑簡易郵便局
- 法華経寺別院妙光院[4]
- 東空閑城跡
- 国道251号
- 島鉄バス 大三東停留所

## 黄色いハンカチ

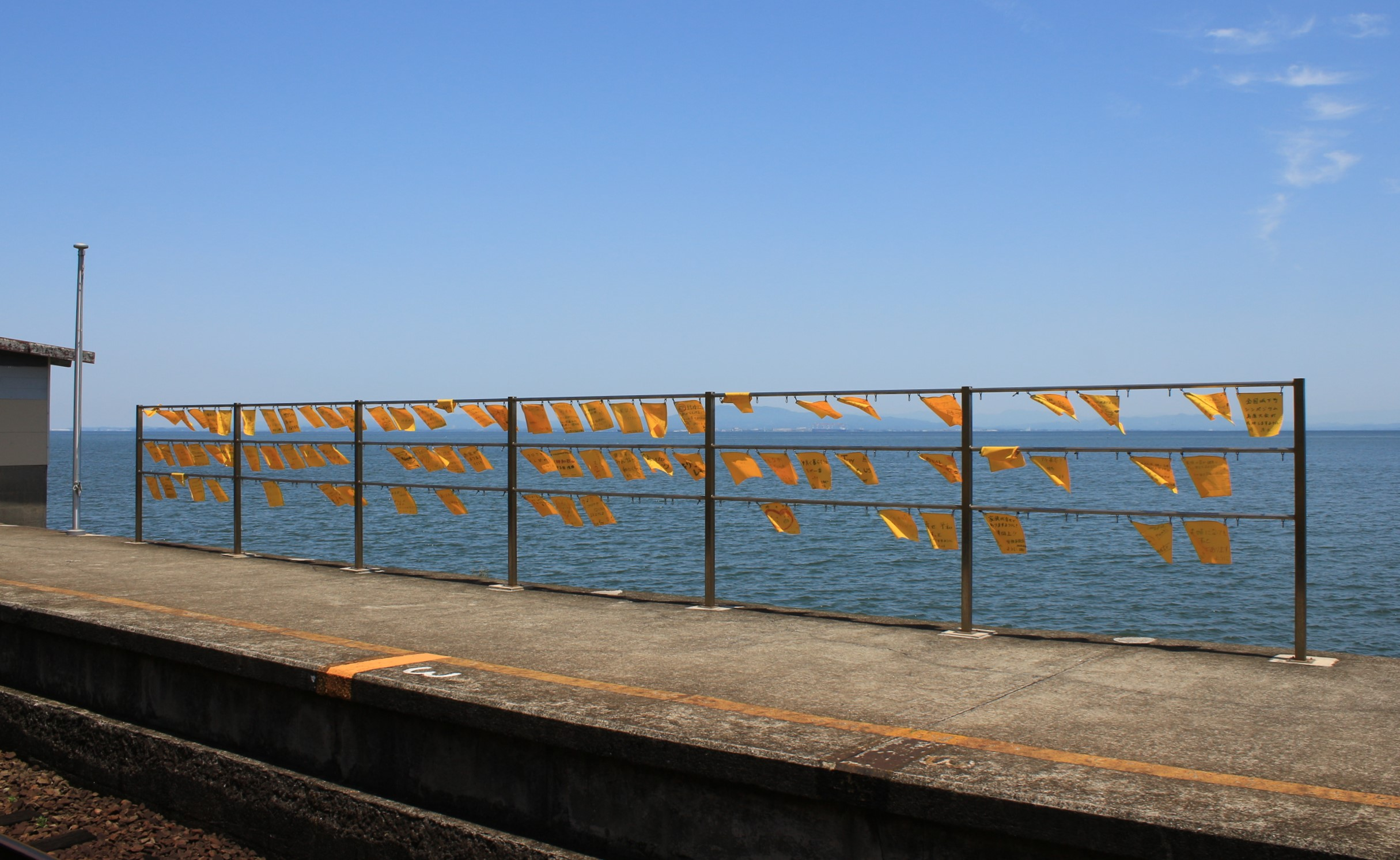
下り線ホームに掲げられた黄色いハンカチ（2021年5月）

島原鉄道は2015年度に町おこしプロジェクトとして「しあわせの黄色い列車王国」を立上げた。その一環として当駅の下り線ホーム（海沿いのホーム）にメッセージを記した黄色いハンカチを掲げる企画を行うと好評を得たため、2017年9月30日に「幸せ祈願スポット」が下り線ホームに新設された（※2021年10月22日に取付枠を増設）。なお、当駅に掲げられたハンカチは一定期間掲げた後、神社へ奉納される。
ハンカチの販売
- 2019年3月15日：当駅の販売機で無人販売開始（※カプセル入り：ハンカチのみ、缶バッジセット）[9]。
- 2021年6月6日：「おおみさきっぷ リモート祈願編」をインターネット通販で販売[8]。
- 2022年6月1日：当駅の販売機で販売していたハンカチのセット内容を見直し。入場券と島原観光案内（QRコード）付セットに変更[10]。

テレビ番組
- ドキュメント72時間（NHK総合） - 2022年7月22日に放送した「長崎 ハンカチなびく海辺の駅で」で当駅が取り上げられた[11]。

## CMのロケ地
- キリンビバレッジ「キリンレモン 無糖」 - 2021年4月放映[12]。
  - 出演・歌：上白石萌歌

- 日本マクドナルド「マックシェイク カルピス」 - 2022年6月放映[13]。
  - 出演：蒔田彩珠

## 隣の駅
島原鉄道
■島原鉄道線
有明湯江駅 - 大三東駅 - 松尾駅